# الجزء الصخري للعظم الصدغي
الجزء الصخري (بالإنجليزية: Petrous part) من العظم الصدغي (Temporal bone) هرمي الشكل ويقع في قاعدة الجمجمة بين العظم الوتدي (Sphenoid bone) والعظم القذالي (Occipital bone). يتجه هذا الجزء نحو الداخل والأمام قليلاً مع وجود قمة، ويحتوي على قاعدة، وثلاث أسطح، وثلاث زوايا، كما يُحيط بمكونات الأذن الداخلية. يُعد الجزء الصخري من أكثر العناصر القاعدية في الجمجمة ويشكل جزءًا من الإندوكرانيوم. اشتُق اسم "صخري" من الكلمة اللاتينية "Petrosus"، والتي تعني "شبيه بالحجر، صلب". وهو أحد أكثر العظام كثافة في الجسم. في الثدييات الأخرى، يُعتبر عظمًا منفصلًا يُعرف باسم العظم الصخري.
يُعد العظم الصخري مهمًا في دراسات الحمض النووي القديم (Ancient DNA) المستخرج من البقايا الهيكلية، حيث يميل إلى احتوائه على حمض نووي محفوظ جيدًا.

## القاعدة
تندمج القاعدة مع الأسطح الداخلية للأجزاء الحرشفي (Squamous part)، والطبلي (Tympanic part)، والخشائي (Mastoid part) من العظم الصدغي.

## القمة
القمة خشنة وغير منتظمة، وتقع في الزاوية بين الحافة الخلفية للجناح الكبير للعظم الوتدي والجزء القاعدي من العظم القذالي. تحتوي القمة على الفتحة الأمامية أو الداخلية لقناة الشريان السباتي (Carotid canal)، وتشكل الحدود الخلفية الجانبية للثقبة الممزقة.

## الأسطح

### السطح الأمامي
يشكل السطح الأمامي الجزء الخلفي من الحفرة القحفية الوسطى لقاعدة الجمجمة، وهو متصل بالسطح الداخلي للجزء الحرشفي عن طريق الدرز الصخري الحرشفي، والذي تبقى آثاره واضحة حتى مراحل متأخرة من العمر. يتميز هذا السطح بتجاويف تشير إلى تلافيف الدماغ، ويحتوي على ست نقاط بارزة: 1. بالقرب من المركز، يوجد النتوء المقوس، والذي يشير إلى موقع القناة الهلالية العلوية. 2. أمام هذا النتوء وبمحاذاة جانبية قليلاً، يوجد تجويف يشير إلى موقع الجوف الطبلي. في هذه المنطقة، تكون طبقة العظم التي تفصل بين الجوف الطبلي والتجويف القحفي رقيقة جدًا، وتعرف باسم "السقف الطبلي". 3. أخدود ضحل، أحيانًا مزدوج، يتجه جانبيًا وخلفيًا نحو فتحة مائلة تُعرف باسم فتحة العصب الصخري الكبير، والتي تسمح بمرور العصب الصخري الكبير (Greater petrosal nerve) والفرع الصخري للشريان السحائي الأوسط (Petrosal branch of the middle meningeal artery). 4. على الجانب الجانبي للفتحة، توجد فتحة أصغر تُرى أحيانًا لمرور العصب الصخري السطحي الأصغر. 5. بالقرب من قمة العظم، توجد نهاية قناة الشريان السباتي (Carotid canal)، حيث يكون جدار القناة ناقصًا في الأمام. 6. فوق هذه القناة، يوجد انطباع ضحل لاستقبال عقدة العصب الثلاثي التوائم.

### السطح الخلفي

الحدود الخلفية للجزء الصخري من العظم الصدغي في الحفرة القحفية الخلفية (Posterior cranial fossa) موضحة باللون الأزرق عند الرقم (2)

يشكل السطح الخلفي الجزء الأمامي من الحفرة القحفية الخلفية لقاعدة الجمجمة، وهو متصل بالسطح الداخلي للجزء الخشائي (Mastoid part).
بالقرب من المركز توجد فتحة كبيرة تُعرف باسم الفوهة السمعية الداخلية، والتي يختلف حجمها بشكل ملحوظ. حوافها ناعمة ومستديرة، وتؤدي إلى الممر السمعي الداخلي (Internal auditory meatus)، وهو قناة قصيرة يبلغ طولها حوالي 1 سم، تمتد جانبيًا. تمر عبر هذه القناة الأعصاب الوجهية (Facial nerve) والسمعية (Acoustic nerve)، بالإضافة إلى الفرع السمعي الداخلي للشريان قاعدي (Basilar artery).
يُغلق الطرف الجانبي للممر السمعي الداخلي بواسطة صفيحة رأسية، والتي تنقسم بواسطة حافة أفقية تُعرف باسم القمة المنجلية إلى قسمين غير متساويين.
يتم تقسيم كل قسم بشكل إضافي بواسطة حافة رأسية إلى جزء أمامي وجزء خلفي:
- في الجزء الموجود أسفل القمة المنجلية، توجد ثلاث مجموعات من الفتحات؛ تنقل هذه الفتحات مع القناة المركزية الأعصاب إلى القوقعة (Cochlea).

```
 - مجموعة واحدة، تقع أسفل الجزء الخلفي من القمة مباشرة، وتوجد في المنطقة الغربالية الوسطى (Area cribrosa media)، وتتكون من عدة فتحات صغيرة لمرور الأعصاب إلى الكيس الحويصلي (Saccule).
 - أسفل وخلف هذه المنطقة توجد الفتحة المفردة (Foramen singulare)، وهي الفتحة التي يمر من خلالها العصب إلى القناة الهلالية الخلفية.
 - أمام وأسفل المجموعة الأولى يوجد المسار الحلزوني المثقب (Tractus spiralis foraminosus)، والذي يتكون من عدد من الفتحات الصغيرة المرتبة بشكل حلزوني، والتي تحيط بالقناة المركزية للقوقعة (Canalis centralis cochleæ).
```

- في الجزء الموجود فوق القمة المنجلية، يوجد في الخلف المنطقة الغربالية العلوية (Area cribrosa superior)، والتي تخترقها سلسلة من الفتحات الصغيرة لمرور الأعصاب إلى التركيب الحويصلي (Utricle) والقنوات الهلالية العلوية والجانبية. وفي الأمام، توجد المنطقة الوجهية (Area facialis)، والتي تحتوي على فتحة كبيرة واحدة، وهي بداية القناة الخاصة بالعصب الوجهي (Aquæductus Fallopii).

خلف الفوهة السمعية الداخلية، توجد شق صغير يكاد يكون مخفيًا بواسطة صفيحة رقيقة من العظم، تؤدي إلى قناة تُعرف باسم قناة الدهليز (Aquæductus vestibuli)، والتي تنقل القناة اللمفية الداخلية (Ductus endolymphaticus) بالإضافة إلى شريان ووريد صغيرين.
فوق وبين هاتين الفتحتين، توجد حفرة غير منتظمة تستقبل جزءًا من الأم الجافية (Dura mater) وتنقل وريدًا صغيرًا. في الأطفال، تمثل هذه الحفرة الحفرة تحت المقوسة (Subarcuate fossa)، والتي تمتد للخلف كنفق أعمى تحت القناة الهلالية العلوية (Superior semicircular canal).
1. القمة المنجلية (Falciform crest) 2. المنطقة الوجهية (Area facialis)، مع (2’) الفتحة الداخلية للقناة الوجهية 3. الحافة الفاصلة بين المنطقة الوجهية والمنطقة الغربالية العلوية 4. المنطقة الغربالية العلوية، مع (4’) الفتحات الخاصة بالألياف العصبية 5. المنطقة الغربالية الأمامية السفلية، مع (5’) المسار الحلزوني المثقب، و(5’’) القناة المركزية للقوقعة 6. الحافة الفاصلة بين المسار الحلزوني المثقب والمنطقة الغربالية الوسطى 7. المنطقة الغربالية الوسطى، مع (7’) الفتحات الخاصة بالأعصاب المتجهة إلى الكيس الحويصلي 8. الفتحة المفردة (Foramen singulare).

### السطح السفلي
السطح السفلي خشن وغير منتظم، ويشكل جزءًا من السطح الخارجي لقاعدة الجمجمة. يحتوي على إحدى عشرة نقطة بارزة للفحص: 1. بالقرب من القمة، توجد منطقة خشنة ذات شكل رباعي الأضلاع، تلعب دورًا جزئيًا في تثبيت عضلة رافعة الحنك الرخو (Levator veli palatini) والجزء الغضروفي من قناة استاكيوس (Auditory tube)، وجزئيًا للاتصال مع الجزء القاعدي للعظم القذالي عبر نسيج ليفي كثيف. 2. خلف هذه المنطقة توجد الفتحة الدائرية الكبيرة لقناة الشريان السباتي (Carotid canal)، والتي تصعد أولاً بشكل عمودي، ثم تنحني لتسير أفقيًا نحو الأمام والداخل؛ تنقل هذه القناة إلى داخل الجمجمة الشريان السباتي الباطن (Internal carotid artery) وضفيرة السباتي العصبية. 3. على الجانب الإنسي لفتحة قناة الشريان السباتي وبالقرب من حافتها الخلفية، أمام الحفرة الوداجية (Jugular fossa)، توجد حفرة مثلثة الشكل؛ عند قمة هذه الحفرة توجد فتحة صغيرة تُعرف باسم قناة القوقعة (Aquæductus cochleæ)، والتي تستقبل امتدادًا أنبوبيًا من الأم الجافية (Dura mater) لإنشاء اتصال بين الفراغ المحيط باللمف والفراغ تحت العنكبوتية (Subarachnoid space)، وتنقل وريدًا من القوقعة ليصب في الوريد الوداجي الباطن . 4. خلف هذه الفتحات توجد حفرة عميقة تُعرف باسم الحفرة الوداجية (Jugular fossa)، والتي تختلف في عمقها وحجمها بين الجماجم؛ تستقبل هذه الحفرة البصلة الوداجية. 5. في الحافة العظمية التي تفصل بين قناة الشريان السباتي والحفرة الوداجية، توجد القناة الطبيلة السفلية لمرور الفرع الطبلي (Tympanic branch) من العصب البلعومي اللساني. 6. في الجزء الجانبي من الحفرة الوداجية، توجد القناة الخشائية لدخول الفرع الأذني للعصب المبهم. 7. خلف الحفرة الوداجية توجد منطقة رباعية الأضلاع تُعرف باسم السطح الوداجي (Jugular surface)، والتي تكون مغطاة بالغضاريف في الحالة الطازجة، وتتصل مع الناتئ الوداجي (Jugular process) للعظم القذالي. 8. يمتد خلف قناة الشريان السباتي الناتئ المهبلي (Vaginal process)، وهو صفيحة عظمية تشبه الغمد، تنقسم خلفيًا إلى صفيحتين؛ الصفيحة الجانبية متصلة بالجزء الطبلي من العظم، بينما تتصل الصفيحة الإنسية بالحافة الجانبية للسطح الوداجي. 9. بين هاتين الصفيحتين يوجد الناتئ الإبري (Styloid process)، وهو نتوء حاد يبلغ طوله حوالي 2.5 سم. 10. بين الناتئ الإبري والناتئ الخشائي توجد الفتحة الإبرية الخشائية؛ وهي نهاية القناة الوجهية (Facial canal)، وتنقل العصب الوجهي (Facial nerve) والشريان الإبري الخشائي. 11. تقع بين الجزء الطبلي والناتئ الخشائي الشق الطبلي الخشائي، والذي يسمح بمرور الفرع الأذني للعصب المبهم.

## الزوايا

### الزاوية العلوية (Superior Angle)
الزاوية العلوية هي الأطول بين الزوايا، وتحتوي على أخدود لمرور الجيب الصخري العلوي (Superior petrosal sinus)، كما تُعطي موقعًا لالتصاق الخيمة المخيخية (Tentorium cerebelli). عند طرفها الإنسي، توجد ثلمة (Notch) يستقر فيها العصب الثلاثي التوائم (Trigeminal nerve).

### الزاوية الخلفية (Posterior Angle)
الزاوية الخلفية متوسطة الطول بين الزاوية العلوية والزاوية الأمامية. النصف الإنسي منها يحتوي على أخدود (Sulcus)، والذي يشكل مع أخدود مماثل في العظم القذالي قناة لمرور الجيب الصخري السفلي (Inferior petrosal sinus). النصف الجانبي منها يحتوي على تجويف يُعرف باسم الحفرة الوداجية (Jugular fossa)، والذي يشكل مع الثلمة الوداجية في العظم القذالي الثقبة الوداجية (Jugular foramen). في بعض الأحيان، يبرز نتوء من مركز الحفرة، مما يقسم الثقبة إلى قسمين.

### الزاوية الأمامية (Anterior Angle)
تنقسم الزاوية الأمامية إلى قسمين: - القسم الجانبي: يتصل بالجزء الحرشفي (Squamous part) عن طريق درز (Petrosquamous suture)، والذي تبقى آثاره واضحة إلى حد ما. - القسم الإنسي: حر، ويتصل مع الناتئ الوتدي (Spinous process) للعظم الوتدي.
عند نقطة التقاء الجزء الصخري مع الجزء الحرشفي، توجد قناتان، واحدة فوق الأخرى، تفصل بينهما صفيحة رقيقة من العظم تُعرف باسم حاجز القناة العضلية الأنبوبية (Septum canalis musculotubarii). كلا القناتين تؤديان إلى الجوف الطبلي (Tympanic cavity): - القناة العلوية (Semicanalis m. tensoris tympani): تنقل عضلة موترة الطبل (Tensor tympani muscle). - القناة السفلية (Semicanalis tubae auditivae): تشكل الجزء العظمي من قناة استاكيوس (Auditory tube).

## العظم الصخري في دراسات الحمض النووي القديم
في دراسات الحمض النووي القديم (Ancient DNA)، يستخرج العلماء الحمض النووي ويقومون بتسلسله من بقايا الهياكل العظمية القديمة للإنسان والأنواع الأخرى. في كثير من الحالات، يكون الحمض النووي متدهورًا للغاية ومختلطًا بحمض نووي من ميكروبات التربة. في عام 2015، تم اكتشاف أن العظم الصخري يحتوي على حمض نووي محفوظ بشكل ملحوظ. وفي دراسة عام 2017، تم مقارنة الحمض النووي من مواقع هيكلية مختلفة، وخلصت الدراسة إلى أن "الجزء الداخلي من العظام الصخرية وطبقة الملاط في جذور الأسنان تُعتبر حاليًا أفضل المواقع لدراسات الحمض النووي القديم... كلا الموقعين يظهران محتوى حمض نووي داخلي أعلى بشكل ملحوظ (بمتوسط 16.4% للأسنان و40.0% للعظام الصخرية) مقارنة بعظم الجداري في الجمجمة (بمتوسط 2.2%)."
نتيجة لذلك، أصبحت العظام الصخرية الموقع الهيكلي الأكثر استخدامًا في دراسة الحمض النووي القديم.

## صور إضافية

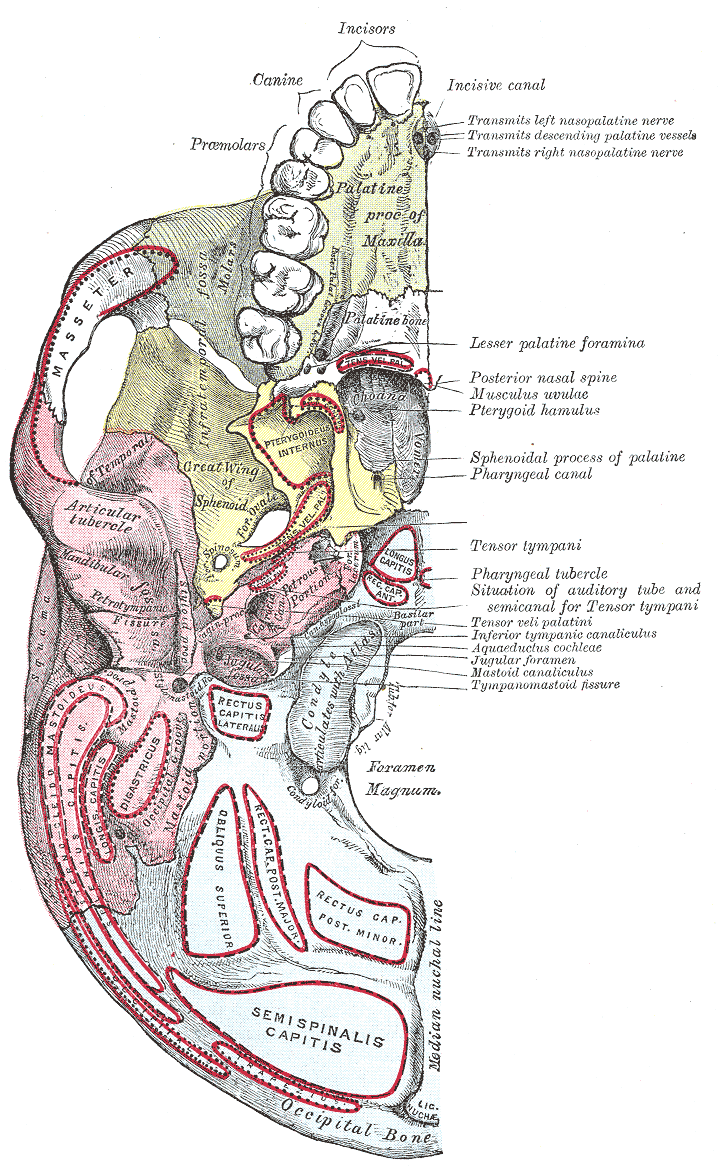
قاعدة الجمجمة. السطح السفلي.
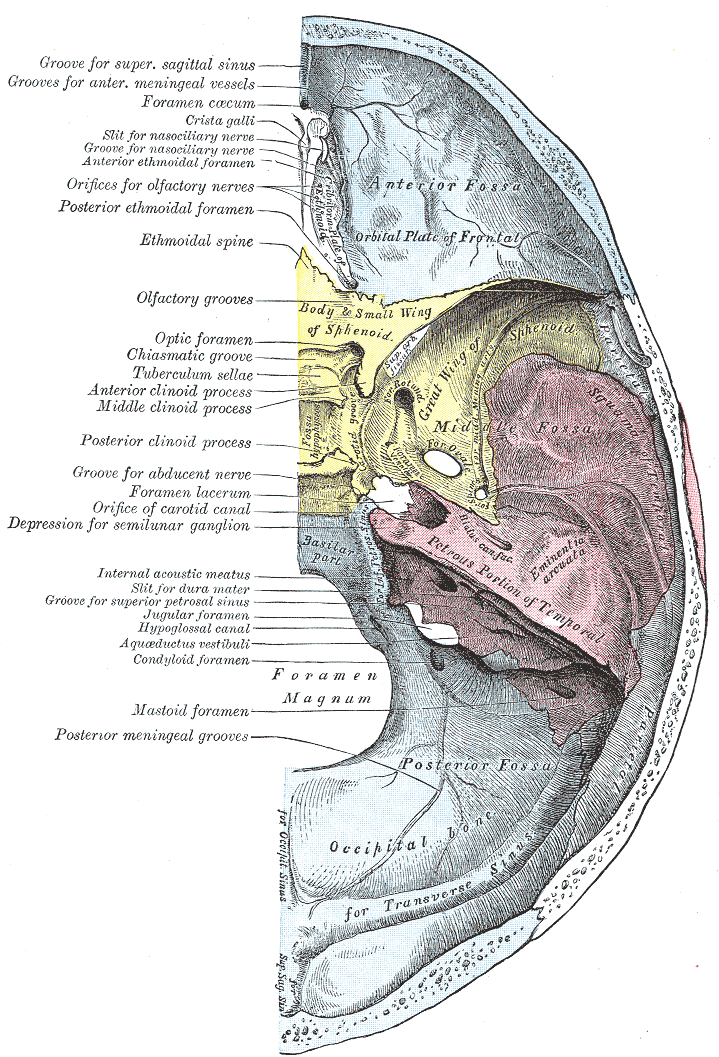
قاعدة الجمجمة. السطح العلوي.
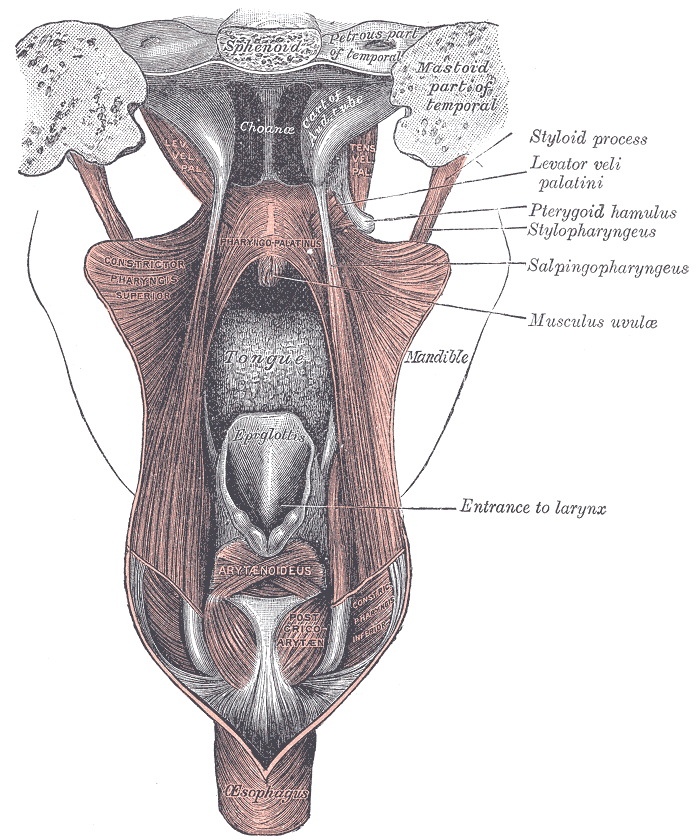
تشريح عضلات الحنك من الخلف.
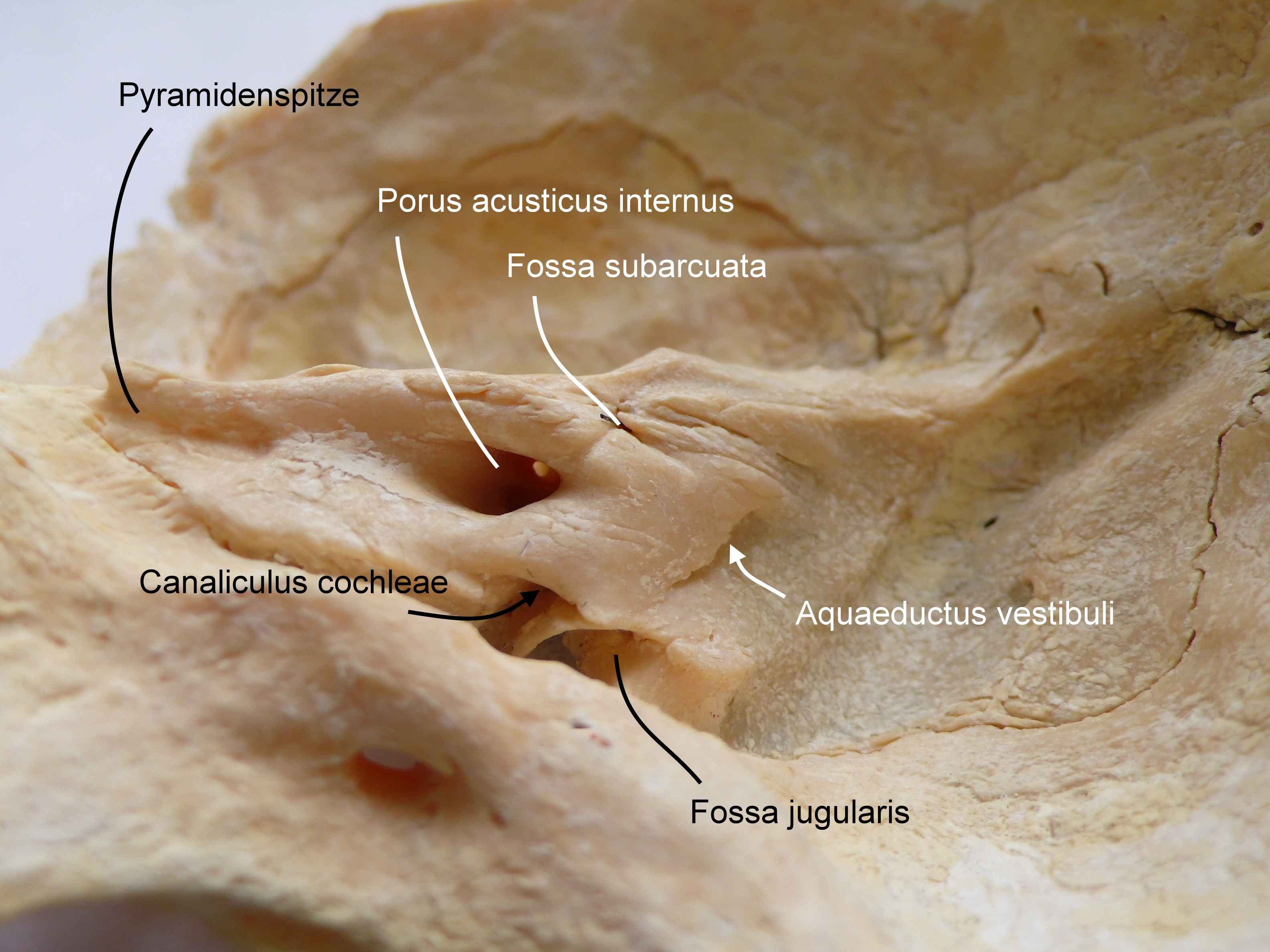
العظم الصدغي.
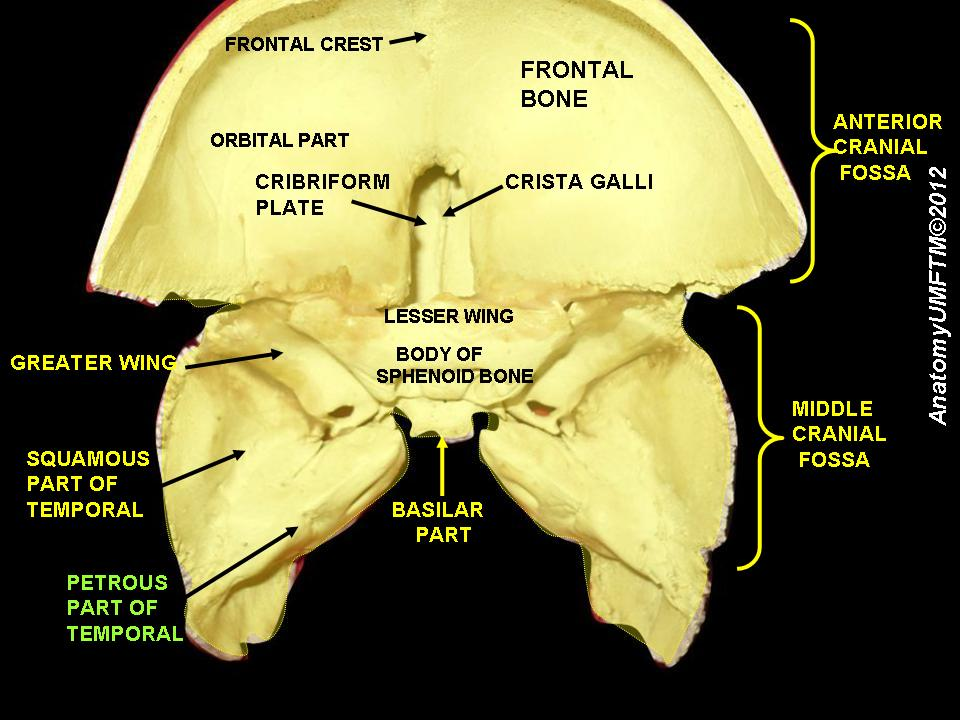
عظام الجزء الأمامي من الجمجمة، مُشاهدة من الخلف (السطح الداخلي). الجزء الصخري من العظم الصدغي مُشار إليه في الجزء السفلي الأيسر.
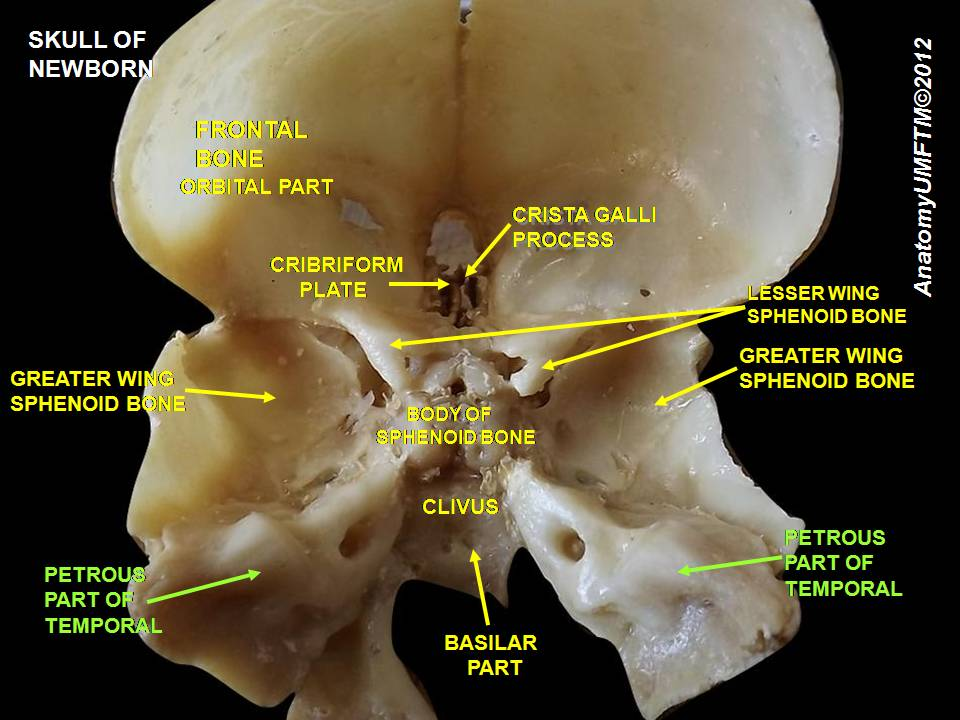
منظر آخر لعظام الجزء الأمامي من الجمجمة، مُشاهدة من الخلف، مع الإشارة إلى الجزء الصخري من العظم الصدغي على كلا الجانبين.